# Flamets-Frétils
Flamets-Frétils är en kommun i departementet Seine-Maritime i regionen Normandie i norra Frankrike. Kommunen ligger i kantonen Neufchâtel-en-Bray som tillhör arrondissementet Dieppe. År 2022 hade Flamets-Frétils 160 invånare.

## Befolkningsutveckling
Antalet invånare i kommunen Flamets-Frétils
| Referens: INSEE |